# Mohinder Suresh
Mohinder Suresh egy kitalált szereplő a Hősök (Heroes) című televíziósorozatban, akit Sendhil Ramamurthy alakít. Mohinder Indiában született, genetikaprofesszor, a Madraszi Egyetemen filozófiából is PhD fokozattal rendelkezik, valamint kutatásokat végez a parapszichológia területén is. Megpróbálja kideríteni mi vezetett apja, Chandra Suresh hirtelen halálához, majd később továbbvinni munkáját.
|  | Alább a cselekmény részletei következnek! |

## Alternatív jövő
Miután Peter Petrelli felrobbanása megsemmisítette fél New Yorkot, Mohinder az Amerikai Egyesült Államok elnökének kérésére olyan eljárás kikísérletezésén kezd el dolgozni, amely a különleges képességeket tároló géneket kivonja a szervezetből, így azok az emberek, akik megkapják az ellenszert és rendelkeztek speciális erővel, elveszítik azt. Ám az oltóanyag kísérletei kudarcot vallanak.